# Zajas (kommun)
Zajas (makedonska: Општина Зајас, albanska: Komuna e Zajazit) var en kommun i Nordmakedonien. Den låg i det som nu är Kičevo i den västra delen av landet, 60 kilometer sydväst om huvudstaden Skopje. Antalet invånare var 11 605 i folkräkningen 2002.